# Niederhermsdorfer Kohlezweigbahn
| |                      |                                        |                                        |
| Streckennummer: | sä. PNoA             |                                        |                                        |
| Kursbuchstrecke: | —                    |                                        |                                        |
| Streckenlänge: | 3,181 km             |                                        |                                        |
| Spurweite: | 1435 mm (Normalspur) |                                        |                                        |
| Maximale Neigung: | 25 ‰                 |                                        |                                        |
| Minimaler Radius: | 113 m                |                                        |                                        |
| |                      |                                        |                                        |
| \| \| \| von Dresden Hbf \| \| \| \| 0,098 \| Freital-Potschappel \| 161 m \| \| \| \| nach Abzw Werdau Bogendreieck \| \| \| \| \| Schmalspurbahn von Freital-Potschappel \| \| \| \| \| (Dreischienengleis 1435/750 mm) \| \| \| \| 2,035 \| Zweigbahn Oppelschacht (560 m) \| Zweigbahn Oppelschacht (560 m) \| \| \| 2,060 \| Anschluss Kohlenhandel Müller \| Anschluss Kohlenhandel Müller \| \| \| 2,623 \| Schmalspurbahn nach Nossen \| Schmalspurbahn nach Nossen \| \| \| 2,700 \| Anschluss Bombastus-Werke \| Anschluss Bombastus-Werke \| \| \| 3,181 \| Albertschacht \| 207 m \| |                      |                                        |                                        |
| Strecke |                      | von Dresden Hbf                        | von Dresden Hbf                        |
| Bahnhof | 0,098                | Freital-Potschappel                    | 161 m                                  |
| Abzweig ehemals geradeaus und nach links |                      | nach Abzw Werdau Bogendreieck          | nach Abzw Werdau Bogendreieck          |
| Abzweig geradeaus und von rechts (Strecke außer Betrieb) |                      | Schmalspurbahn von Freital-Potschappel | Schmalspurbahn von Freital-Potschappel |
| Strecke (außer Betrieb) |                      | (Dreischienengleis 1435/750 mm)        | (Dreischienengleis 1435/750 mm)        |
| Abzweig geradeaus und von links (Strecke außer Betrieb) | 2,035                | Zweigbahn Oppelschacht (560 m)         | Zweigbahn Oppelschacht (560 m)         |
| Abzweig geradeaus und von links (Strecke außer Betrieb) | 2,060                | Anschluss Kohlenhandel Müller          | Anschluss Kohlenhandel Müller          |
| Abzweig geradeaus und nach rechts (Strecke außer Betrieb) | 2,623                | Schmalspurbahn nach Nossen             | Schmalspurbahn nach Nossen             |
| Abzweig geradeaus und von links (Strecke außer Betrieb) | 2,700                | Anschluss Bombastus-Werke              | Anschluss Bombastus-Werke              |
| | 3,181                | Albertschacht                          | 207 m                                  |

Die Niederhermsdorfer Kohlezweigbahn war eine normalspurige Industriebahn bei Freital in Sachsen. Sie zweigte im Bahnhof Potschappel von der Bahnstrecke Dresden–Werdau ab und führte auf heutigem Freitaler Stadtgebiet zum Oppelschacht in Zauckerode und Albertschacht in Niederhermsdorf. Von 1899 bis 1972 wurde die Strecke von der Schmalspurbahn Freital-Potschappel–Nossen mitgenutzt.

## Geschichte
Der Bau der Strecke begann im April/Mai 1856 durch die Albertsbahn AG, am 1. Dezember 1856 wurde sie eröffnet. Die Strecke diente zunächst ausschließlich dem Güterverkehr zu den Steinkohlegruben Albertschacht und Oppelschacht. Nach Übernahme der Albertsbahn durch die Königlich Sächsischen Staatseisenbahnen im Jahr 1868 erhielt die Kohlenzweigbahn das Streckenkürzel PH (Potschappel–Hermsdorf) bzw. PHO (für die Oppelschachtzweigbahn). Ab etwa 1886 galten die Kürzel PWA und PWO, ab 1899 PNoA und PNoO.
Für den Bau der Schmalspurbahn Potschappel–Wilsdruff wurde 1886 das Gleis der Kohlezweigbahn mitbenutzt. Hier bestand fortan ein Dreischienengleis, auf dem Züge beider Spurweiten verkehren konnten.
Der Albertschacht stellte 1922 seine Produktion ein, der Oppelschacht folgte 1927. Auf dem Gelände des Albertschachtes arbeitete später das Sägewerk Säurich & Söhne, dazu kam als Nebenanschließer das bis heute bestehende Pharmazieunternehmen Bombastus. Die Oppelschachtzweigbahn wurde bis Anfang der 1930er Jahre abgebaut.
Die Deutsche Reichsbahn bediente die beiden verbliebenen Anschließer am Albertschacht bis Ende der 1970er Jahre noch mit gelegentlichen Übergaben, danach wurde das Gleis abgebaut. Heute besteht auf der Trasse ein Fuß- und Radweg.